# Benämningar på Kina
Benämningarna på det som idag kallas Kina har varit många genom historien och varierar fortfarande runtom i världen. Användandet av begreppet Kina i olika språk har nått dessa på två sätt, enligt det man vet om hur respektive kultur fick vetskap om den kinesiska civilisationen:
- från norr genom Asien
  - Serernas land blev känt i Europa under medeltiden som riket Cathay
- från söder, via havslederna
  - Här har namnet nästan alltid varit någon variant av som ['tʃi:na] (skrivet med IPA) Kina, Chin, Sin eller Sinoe

Bara det att det finns olika tolkningar av vad Kina egentligen betyder gör frågan mer komplicerad. Kineser skiljer tydligt mellan Egentliga Kina, som till största del bebos av folkgruppen hankineser och det som betraktas som "kinesiskt", något som då även omfattar Kinas många etniska grupper, som tibetaner, uigurer, koreaner, mongoler, manchuer och många andra etniska grupper. Som kontrast brukar grupper som förespråkar ökad självständighet inom Kina att jämställa Kina med Egentliga Kina.

## Hankinesiska namn
I dagens Kina används termen Zhongguo (中國/中国) för hela staten Kina, inklusive Manchuriet, Inre Mongoliet, Xinjang och Tibet, till skillnad från Han som avser hankinesiska områden, i egentliga Kina och Manchuriet. Det finns ingen generell kinesisk term för egentliga Kina, eller bara de områden där det bor mestadels hankineser.
Zhonghua (中華/中华) är mer av en litterär term som är synonym med Zhongguo och förekommer i de officiella namnen för både Kina och Taiwan. Tang används på liknande sätt om sydkineser, men det begränsas ibland till att betyda enbart till kantoneser och även andra sydkinesiska språkgrupper.

### Zhongguo
Mittens rike (traditionell kinesiska: 中國?, förenklad kinesiska: 中国?, pinyin: zhōngguó)
“中或” (中國, Zhongguo")
Enligt kinesisk kosmologi var kejsaren universums centrum, och världen kring honom tänktes som koncentriska cirklar som blev allt mer barbariska ju längre ut i periferin de låg. Denna uppfattning delades av Korea, Vietnam och andra länder i någon grad, men inte av regionerna i nordvästra Kina, som Mongoliet, Turkestan och Tibet. De hade inte ens terminologin för denna typ av föreställningsvärld. De båda kinesiska republikerna har först i efterhand tolkat in detta genom alltför bokstavlig översättning eller etnocentrism. Ordet kan spåras så långt tillbaka som till Zhoudynastin.
- indonesiska: Tiongkok (från Min-nan)
- kinesiska: Zhongguo (中國; 中国)
- japanska: Chūgoku (中国; ちゅうごく)
- koreanska: Jungguk (중국; 中國)
- vietnamesiska: Trung-quốc
- manchuriska:
- tibetanska:
- mongoliska: Dundad uls
- uiguriska:

### Zhonghua
Zhonghua (traditionell kinesiska: 中華?, förenklad kinesiska: 中华?, pinyin: zhōnghuá), ursprungligen ett namn på Henan som anammades av Fjärde maj-rörelsen.
- indonesiska: Tionghua (från min-nan)
- utlandskinesiska: Hua (華 eller 华)
- vietnamesiska: Trung-Hoa

### Han
Namnet Han (漢/汉 pinyin: hàn) kommer av Handynastin som styrde Kina under dess första glansperiod. Under De sexton kungadömena och De sydliga och nordliga dynastierna invaderades Kina flera gånger av många olika icke-kinesiska folkgrupper som kom norrifrån och lade delar av norra Kina under sig under flera hundra år. Det var under denna period som begreppet Han började användas för att beteckna grupper som härstammade från norra Kina, som till skillnad från de erövrande folkslagen härstammade från undersåtar av Handynastin.
Under den mongoliska Yuandynastin delades folk upp i fyra klasser: mongoler, COLOREYEDS, Han(kineser) och "sydlingar". Nordkineser klassades som Han, och var den högsta klassen bland kineser. Begreppet Han började nu blir allmänt accepterat.
Under Qingdynastin användes också Han av statsmakten för att skilja kineser från manchuer, och när den siste kejsaren ersattes av republik, blev Han en benämning för den kinesiska nationaliteten.
Idag används hankines av Kina för att hänvisa till den största av de 56 officiellt erkända folkgrupper. Hankineser kallas utanför Kina för enbart "kineser", i synnerhet av förespråkare av självständighet för icke-hankinesiska regioner.

### Tang
Tang (唐 pinyin: táng, kantonesiska: tong4) kommer av Tangdynastin, som styrde Kina under en av dess guldåldrar. Det var under Tangdynastin som södra Kina slutligen blev helt inlemmat i den kinesiska sfären. Sydkineser kallar sig själva därför ofta som ”Tang”. Till exempel så är kinesiska stadsdelar i städer utanför Kina dominerade av kantoneser, och kallas därför oftast för tongyankai (唐人街 pinyin: tángrénjiē), "tangfolksgator". Tongsau (唐手), en typ av kampsport som liknar karate härstammar också från detta Tang. Kantoneser brukar ofta använda det som en term enbart för den egna folkgruppen. I Japan har ordet (som uttalas Tō) historiskt använts om Kina även utanför Tangdynastin, och ibland om utlandet i allmänhet.

### Huaxia
Huaxia (kinesiska: 华夏?, pinyin: huáxià) har ofta använts som namn på regionen kring Gula floden (Huang He) i likhet med Zhonghua innan Han blev populärt.

### Jiuzhou
Namnet Jiuzhou (九州 pinyin: jiǔzhōu) betyder "nio riken". Ordet uppstod under De stridande staternas period. Vid denna tidpunkt var Huang he-dalen indelad i nio regioner, och därav namnet. Se Zhoudynastin.

### Sihai
De fyra haven (四海 pinyin: sìhǎi) refererar till hela världen, ibland betyder det allmänt bara "landet". Härstammar från en tid då uppfattningen var att världen var omgivet av hav.

## Utländska namn
Benämningar som används i resten av Asien, i synnerhet Östasien och Sydostasien härstammar i allmänhet direkt från något kinesiskt språk. Länder som varit under direkt kontroll eller varit vasallstater till Kina har även uttal som är snarlika kinesiskans. Benämningar som används i europeiska språk har för det mesta tillkommit genom indirekt kontakt och har mycket lite som påminner om kinesiska termer.

### Chin
Från sanskrits Cin(चीन), troligen härstammat från Qin.
Marco Polo hänvisade till Kina som Chin, som är det som används på persiska, lingua franca längs Marco Polos resväg.
- albanska: Kinë
- baskiska: Txina
- bosniska: Kina
- katalanska: Xina
- tjeckiska: Čína (IPA /ʧi:na/)
- danska: Kina
- nederländska: China
- engelska: China
- esperanto: Ĉinujo, Ĉinio eller Ĥinujo
- estniska: Hiina
- tagalog: Tsina
- finska: Kiina
- franska: Chine (IPA /ʃin/)
- tyska: China (vanligtvis "tjina", i södra dialekter ofta "kina"[uttal saknas])
- hebreiska: Sin (סִין)
- hindi: Cheen (चीन)
- ungerska: Kína
- iriska: An tSín (IPA /ən ˈtʲi:nʲ/)
- indonesiska: Cina
- italienska: Cina (IPA /ˈʧi:na/)
- interlingua: China
- japanska: Shina (支那) — arkaisk, anses stötande, se Shina
- norska: Kina
- pahlavi: Čīnī
- persiska: Chin (چين)
- polska: Chiny
- portugisiska: China (IPA /ʃi'nɐ/)
- rumänska: China (IPA /ki:na/)
- serbiska: Кина (IPA /ki:na/)
- slovakiska: Čína (IPA /ʧi:na/)
- spanska: China (IPA /ʧi:na/)
- svenska: Kina
- thailändska: Jiin (จีน)
- turkiska: Çin
- tamil: Cheenaa
- urdu: Čīn (چين)
- kymriska: Tsieina

Omnämnandet av Kinafolket i sanskritlitteratur har ofta tagits som bevis på att namnet använts före upprättandet av Qindynastin. Men den koppling mellan daradas (som gett namnet på dagens Dardistan vid floden Indus) tyder på att det handlat om ett annat ”Kina”.[källa behövs]

### Sin
En benämning som kan ha annat ursprung än Chin.
- arabiska: sin (صين)
- svenska: prefix som i sinologi

Namnet nådde troligen Europa genom araberna som kallade landet österut Sin. Ibland kan det även ha kallats Sin med interdentalt (läspande) s.

### Ser
Ett tidigare begrepp än Sin, möjligen besläktade.
- grekiska: Seres, Serikos
- latin: Serica

Seres kan komma av serikos (σηρικος), ”gjort av silke”, från sêr (σηρ), ”silkesmask”, där Seres får betydelsen ”silkeslandet”.

### Cathay
Denna grupp av benämningar härstammar från khitanerna, en protomongolisk folkgrupp som erövrade norra Kina. På grund av den långa ockupationen av norra Kina av dessa icke-kinesiska erövrare, kallas deras besittningar Khitan. På engelska och många europeiska språk används ”Cathay” för Kina på grund av felöversättningar av Marco Polos berättelser, där ordet används.
- klassisk mongoliska: Kitad
- engelska: Cathay
- kazantatariska: Qıtay
- medeltidslatin: Cataya, Kitai
- mongoliska: Chjatad (Хятад)
- ryska: Kitaj (Китай)
- slovenska: Kitajska
- uiguriska: Hyty

Det finns inga belägg för att "chatayer" (kineser) skulle ha avlagt officiella besök i Europa, men den möjligheten finns att individer på eget bevåg kunde ha gjort det, åtminstone under 1200-talet. Under Hülegüs (Djingis khans sonson) militära kampanjer i Persien 1256 till 1265 följde kinesiska ingenjörer med krigståget och kinesiska astrologer verkade i Tabriz. Många diplomatiska kommunikéer skickades mellan kommande ilkhaner och kristna furstar. Två av de brev från ilkhanerna som finns bevarade i franska arkiv är försedda med storkhanens statssigill, och på dessa finns även representationer av dessa i kinesiska tecken - troligen det tidigaste belägget för skriven kinesiska i Västeuropa.

### Tabgach
Tabgach uppstod genom metates av Tuoba (*takbat), en stam som tillhörde xianbei och avsåg norra Kina, som dominerades av grupper som uppstått av delvis xianbei, delvis kineser.
- bysantinsk grekiska: Taugats
- orhon kok-turk: Tabgach (alternativt Tamgach)

### Nikan
- manchuriska: Nikan

### Rgya nag
- tibetanska: Rgya nag

### Mangi
Från kinesiska Manzi (sydliga barbarer), förmedlat till väst genom användning av begreppet i Marco Polos berättelser. Uppdelningen av södra och norra Kina under Jin- och Songdynastin försvagade den djupt rotade uppfattningen om ett enat Kina, och det var vanligt att man hade olika termer för nord och syd. Norra Kina kallades Cathay och södra Kina fick namnet Mangi. "Manzi" förekommer ofta i officiella dokument från den mongoliska Yuandynastin. Sydkineser kallades även av mongolhärskarna "Nangkiyas" eller "Nangkiyad", och sågs som ett eget (underlägset) folkslag, skilt från nordkineser.
- kinesiska: Manzi (蠻子)
- latin: Mangi